# Lac Ouiatchouan
Pour l’article homonyme, voir Ouiatchouane.
Le lac Ouiatchouan (ancienne appellation : lac Ouiatchouane) est une étendue d'eau douce située dans les rangs V et V1, de la municipalité de Lac-Bouchette, dans la MRC Le Domaine-du-Roy, dans la région administrative Saguenay–Lac-Saint-Jean, au Québec, au Canada. Ce lac situé au cœur du village de Lac-Bouchette est caractérisé par les activités récréo-touristiques, dans un environnement agricole et forestier.

## Géographie
Situé dans le canton de Dablon, le Lac Ouiatchouan s'étend dans les rangs V au rang VI. D'une longueur de 2,1 km dans le sens nord-sud et d'une largeur maximale de 0,9 km, le lac Ouiatchouane s'avère un renflement de la rivière Ouiatchouan. Il reçoit son eau par le chenal situé au sud-ouest qui le relie au lac Bouchette. Bout à bout, ces deux lacs jumelés forment un plan d'eau de 6,3 km de longueur. Un isthme étroit long de 0,5 km qui est traversé du côté ouest par un chenal d'environ 250 m de long désigné la "Passe", sépare les lacs Bouchette et Ouiatchouane. La route de l'Ermitage traverse cet isthme d'Est en Ouest, pour se diriger vers l'Ermitage Saint-Antoine situé à l'ouest du lac, près de la rivière Ouiatchouan.
Les eaux alimentant le lac Ouiatchouan proviennent du lac des Commissaires, lequel coule dans la rivière des Commissaires qui coule sur 3 km vers le nord-est à la limite des rangs V1 et V11. Les plans du Service de la cartographie du Ministère de l'Énergie et des Ressources, du Gouvernement du Québec, indiquent ce segment de rivière comme la rivière Ouiatchouan. Cette rivière se déverse dans le lac Bouchette, lequel se déverse dans le lac Ouiatchouane.
Le lac Ouiatchouane comporte trois îles dont la principale est l'île Montmorency située dans la partie nord du lac, face à l'embouchure du lac. La rivière Qui-Mène-du-Train se déverse sur la rive est du lac Ouiatchouan, au cœur du village du Lac-Bouchette.
Rivière Ouiatchouan
L'embouchure du lac Ouiatchouan se déverse par le nord-ouest au fond d'une baie (profonde de 0,7 km) dans la rivière Ouiatchouan. Cette rivière coule sur 28 km vers le nord pour atteindre le Lac Saint-Jean, à 6,5 km au nord-ouest de l'intersection de la route 155 (Québec) et de la route 169 (Québec). La rivière Ouiatchouan coule surtout en milieu bois, sauf les deux derniers kilomètres de son parcours qui sont de nature agricole.
Route 155 et Chemin de fer
La route 155, reliant La Tuque et Chambord (Lac Saint-Jean), longe la partie Est des lacs Bouchette et Ouiatchouan. Cette route traverse le village de Lac-Bouchette, lequel est situé sur la rive Est de ces deux lacs. Le chemin du lac Ouiatchouan contourne par le nord le lac Ouiatchouan. Le chemin ferroviaire du Canadien National longe du côté ouest le lac Ouiatchouan, entre le village et l'extrémité nord du lac.

## Toponymie
Ce toponyme a été inscrit le 5 septembre 1985 à la Banque des noms de lieux de la Commission de toponymie du Québec.